# Androsace pavlovskyi
Androsace pavlovskyi är en viveväxtart som beskrevs av Pavel Nikolaevich Ovczinnikov. Androsace pavlovskyi ingår i släktet grusvivor, och familjen viveväxter. Inga underarter finns listade i Catalogue of Life.